# Neuracanthus brachystachyus
Neuracanthus brachystachyus är en akantusväxtart som beskrevs av Raymond Benoist. Neuracanthus brachystachyus ingår i släktet Neuracanthus och familjen akantusväxter. Inga underarter finns listade i Catalogue of Life.